# Стероїдні гормони
Стеро́їдні гормо́ни — група фізіологічно активних речовин (статеві гормони, кортикостероїди та ін), що регулюють процеси життєдіяльності у тварин і людини. У хребетних стероїдні гормони синтезуються з холестерину в корі надниркових залоз, клітинах Лейдіга сім'яників, у фолікулах і жовтому тілі яєчника, а також у плаценті. Стероїдні гормони, що містяться в складі ліпідних крапель адипоцитів і в цитоплазмі у вільному вигляді. У зв'язку з високою ліпофільністю стероїдних гормонів відносно легко дисоціюють через плазматичні мембрани в кров, а потім проникають в клітини-мішені.

### Гормони кіркового шару надниркових залоз
- Кортикостероїди:
  - мінералокортикостероїди: Альдостерон, Дезоксикортикостерон
  - глюкокортикостероїди:  Кортизол, Кортизон, Кортикостерон, Прегнан, Преднізолон
- Статеві гормони:
  - Андрогенні (чоловічі): Андростерон, Тестостерон, Дигідротестостерон, Андростендіол, Андростендіон
  - Естрогенні (жіночі): Естрон (Фолікулін), Естрадіол, Естріол, Етинілестрадіол